# Dato (Liquiçá)
Dato ist ein osttimoresischer Suco im Verwaltungsamt (Posto Administrativo) Liquiçá (Gemeinde Liquiçá).

## Geographie
Dato liegt im Norden von Liquiçá. Der Suco nimmt die gesamte Küste des Verwaltungsamts an der Sawusee ein. Auf der Landkarte gleicht er in seiner Form dem griechischen Buchstaben η. Dato umschließt den südlich gelegenen Suco Loidahar im Westen, Norden, Osten und Süden. Der Suco Hatuquessi schließt den Ring Datos im Südosten. Das rechte Bein des η von Dato, das teilweise nur etwa 500 Meter breit ist, verlängert sich mit einem c weiter nach Süden zu einem knubbligen Ende. Hier im Südosten grenzt Dato an die Sucos Luculai und Darulete, südlich an den Suco Açumanu, südwestlich an den Suco Leotala und im Westen an Loidahar. Der nördliche Teil des rechten Beins Datos grenzt im Osten an das Verwaltungsamt Bazartete mit seinem Suco Maumeta. Westlich liegt das Verwaltungsamt Maubara mit seinem Suco Vatuvou.
An der westlichen Innenseite des η fließt der Fluss Laklo. Im Norden durchquert er Dato und mündet in die Sawusee. Im Süden gibt es eine kleine Exklave Datos am Ostufer des Laklos. Der Foho Fazenda (1063 m, Lage) bildet die Wasserscheide zwischen dem System des Lóis im Süden und dem Laklo im Norden. Der Fluss Gularkoo folgt der Grenze Datos zu Maumeta und sein Quellfluss Gaulara der Grenze zu Luculai, bevor der Fluss das rechte Bein Datos durchschneidet.
Dato hat eine Fläche von 16,33 km² und teilt sich in die zehn Aldeias Cabuilimo  (Cabulimo, Cabuilimu), Camalehohoru (Kamalehohoru, Kemalehohunu), Camalelara (Kemalelara), Hecar (Hekar), Laclolema (Laklolema), Lebuhei (Lebuhai), Leopa, Lisa-Ico, Puquelara und Quirilelo (Kirilelo).
Die Gemeindehauptstadt Vila de Liquiçá breitet sich über den gesamten Norden Datos aus und reicht im Süden bis in den Suco Loidahar und im Osten, über den Fluss Gularkoo, bis in das Verwaltungsamt Bazartete hinein. Das historische Stadtzentrum befindet sich in den Aldeias Leopa und Camalelara, zwischen den Landspitzen Ponta Sia Ilo und Ponta Gu Ilo. An der Küste liegt der Strand von Liquiçá, der bis zum Black Rock, nahe dem Ponta Gu Ilo reicht.
Den Westen der Stadt bildet die Aldeia Camalehohoru mit dem Ortsteil Mauboque, den Südwesten die Aldeia Laclolema, in dem auch die Vororte Laclolema und Hatarlema im Süden liegen, und den Südosten die Aldeia Puquelara. Im rechten Bein des η folgen die Aldeias Hecar, Lisa-Ico und Cabuilimo bis zum Knubbel mit den Dörfern Lebuhei und  Quirilelo in den gleichnamigen Aldeias. Die Besiedlung dazwischen ist meist sehr versprenkelt. Die weit auseinandergezogene Siedlung Cabuilimo liegt sogar zum Teil im Suco Loidahar.

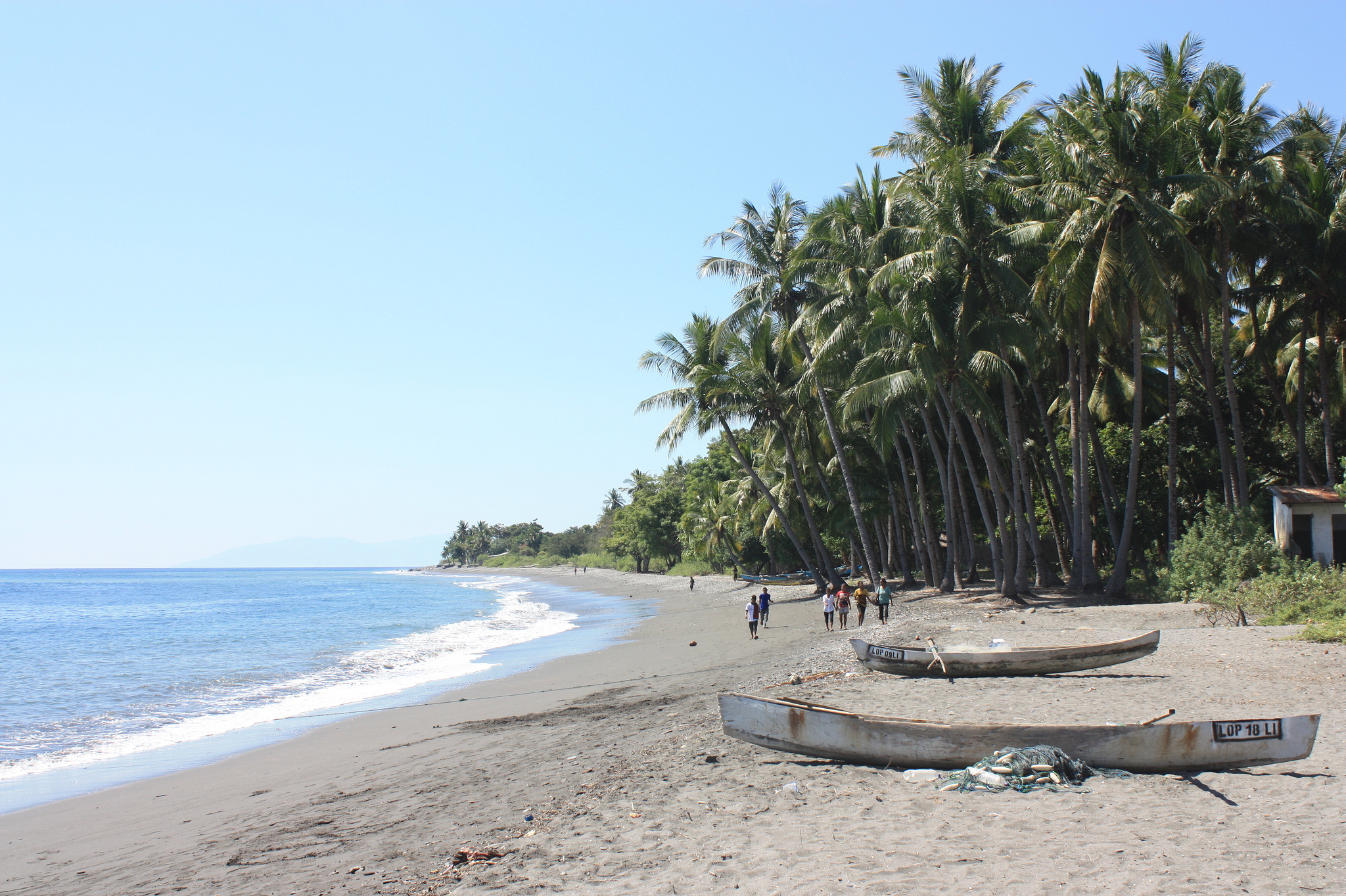
Strand von Liquiçá
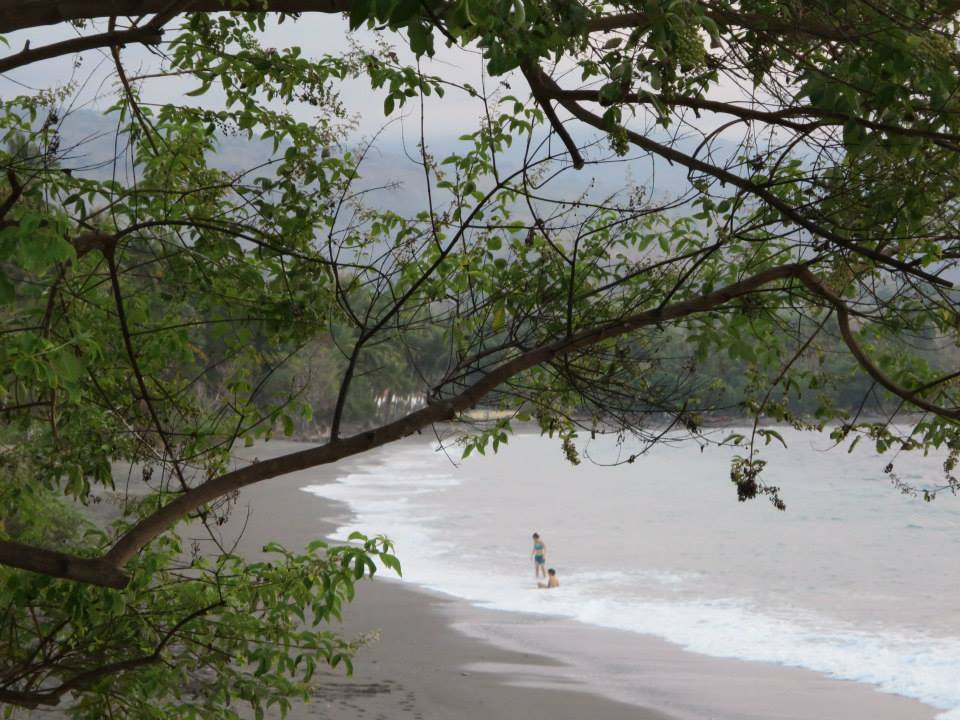
Strand am Black Rock (Leopa)

## Einwohner

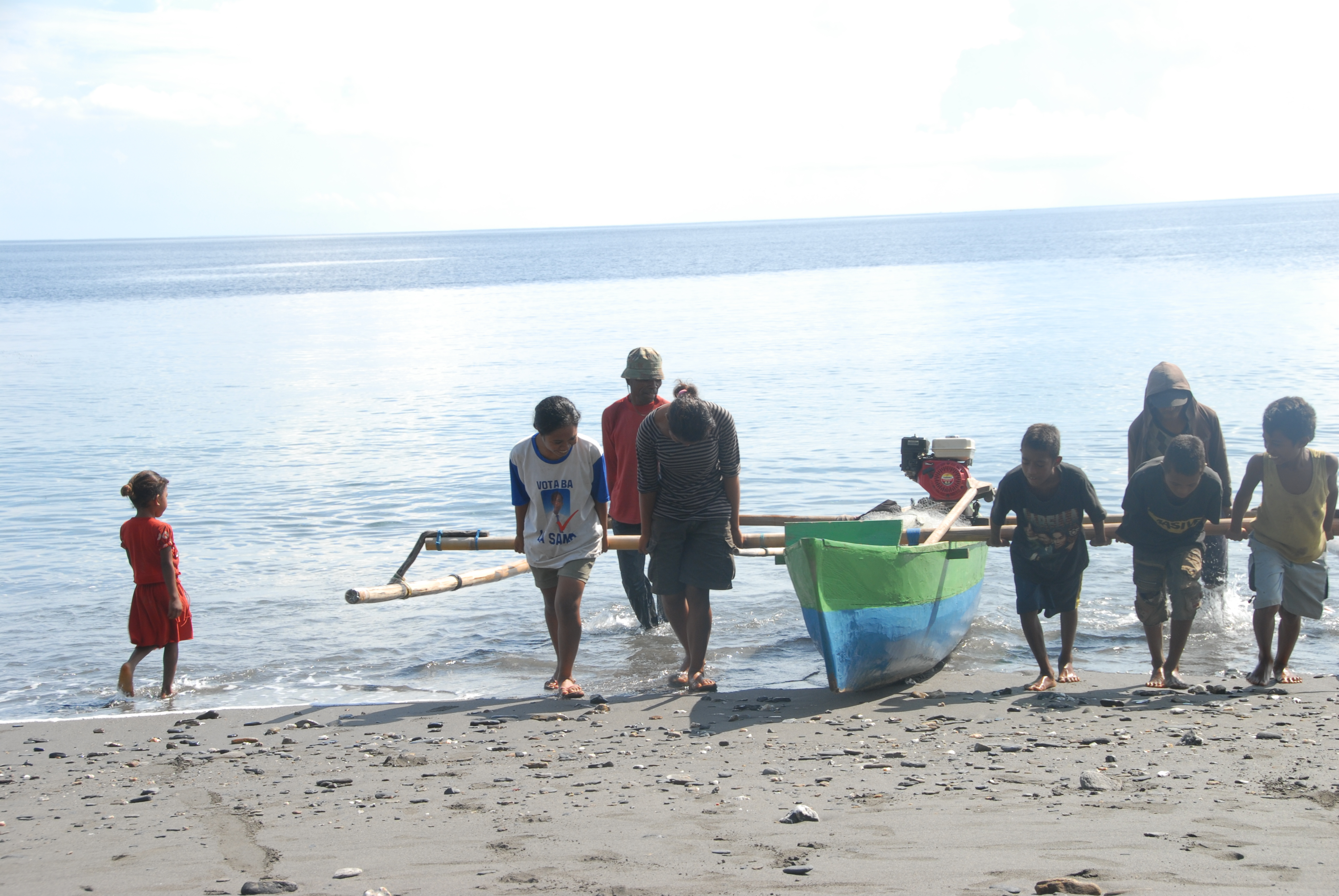
Fischer bringen in Camalehohoru ihr Boot mit dem Fang an Land

In Dato leben 11.968 Einwohner (2022), davon sind 6.084 Männer und 5.884 Frauen. 4.593 von ihnen wohnen in einer urbanen Umgebung, 7.375 im ländlichen Teil des Sucos. Im Suco gibt es 2.251 Haushalte. Fast 55 % der Einwohner geben Tokodede als ihre Muttersprache an. Fast 43 % sprechen Tetum Prasa, Minderheiten Mambai oder Baikeno.

## Geschichte

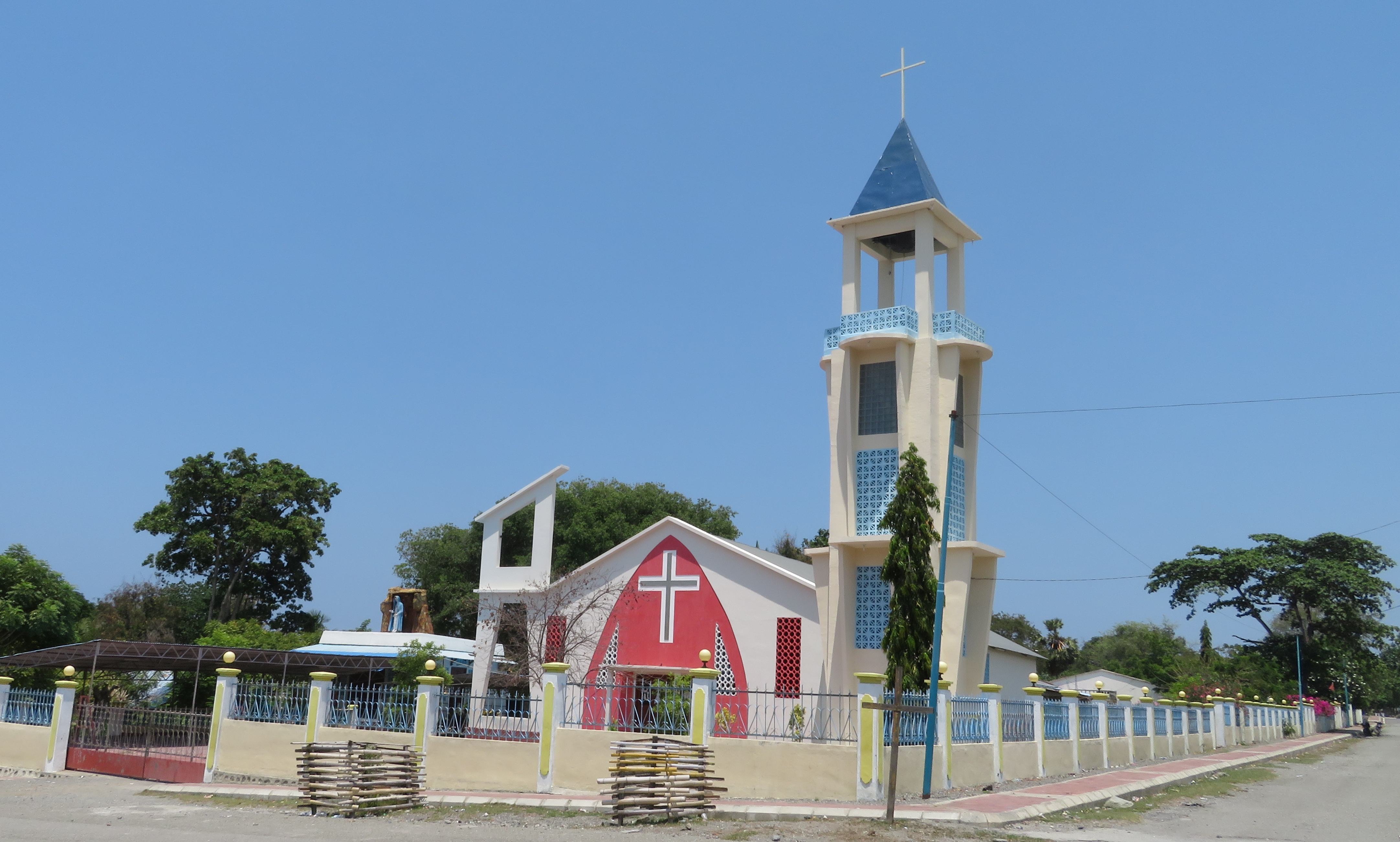
Pfarrkirche São João de Brito

1893 revoltierte das Reich von Maubara, zusammen mit Atabae, gegen die Ausweitung der militärischen und administrativen Kontrolle Portugals. Der Liurai griff zwei portugiesische Militärposten in Dato und Vatuboro an und versuchte die Niederländer wieder als Schutzmacht zu gewinnen. Infolge der Niederschlagung des Aufstands brach in Maubara die Cholera aus. Im November unterzeichnete der Liurai offiziell einen schriftlichen Vertrag mit Portugal über den Vasallenstatus Maubaras.
Ende 1979 gab es in Vila de Liquiçá und Dato sogenannte Transit Camps, in denen die indonesischen Besatzer osttimoresische Zivilisten internierten.
Große Teile von Vila de Liquiçá wurden während der Krise in Osttimor 1999 durch pro-indonesische Milizen zerstört. Beim Kirchenmassaker von Liquiçá am 6. April 1999 ermordeten indonesische Sicherheitskräfte und Milizen je nach Quelle zwischen 61 und 200 Menschen.
300 Familien wurden obdachlos, als am 1. und 2. Januar 2008 Überschwemmungen Dato, Luculai und Maumeta verwüsteten. 100 Häuser wurden komplett zerstört, 90 weitere beschädigt. Die Bevölkerung konnte rechtzeitig von der Nationalpolizei evakuiert werden, so dass keine Personen zu Schaden kamen.

## Öffentliche Einrichtungen und Sehenswürdigkeiten

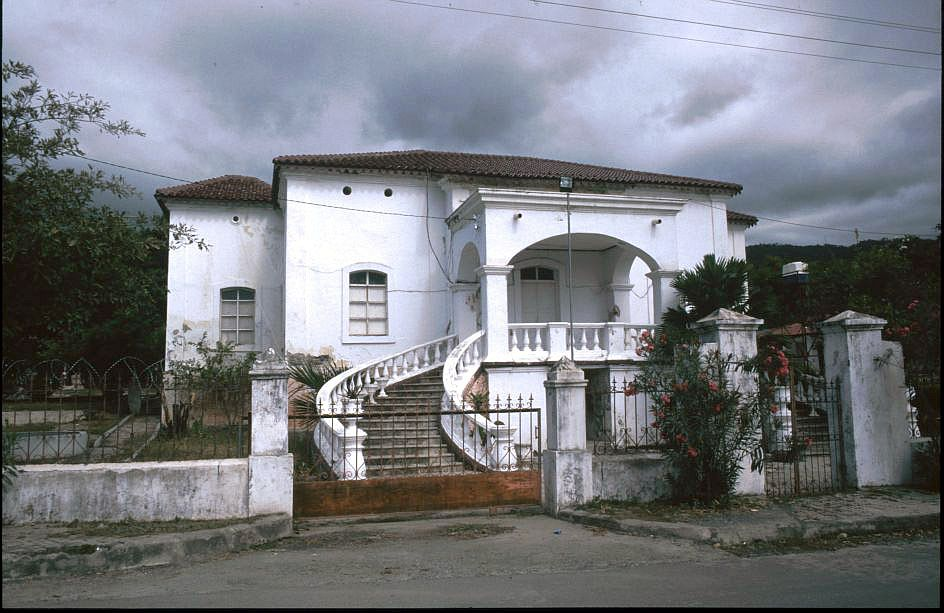
Ehemalige Residenz des portugiesischen Administrators

In Dato stehen in der Rua Kofi Annan mehrere Bauwerke aus der portugiesischen Kolonialzeit. Eines der markantesten ist das Gebäude des Verwaltungsamtes mit einem repräsentativen, von neun 5 m hohen Säulen getragenen Vorbau, zwei kleineren, runden und mehreren großen, spitzbogigen Fenstern und einem für Portugal typischen, mit roten Ziegeln gedeckten Satteldach. Gegenüber befindet sich die Grundschule Escola Primária, deren älteste Gebäude noch aus den 1940er Jahren stammen. In der gleichen Straße ist das 2016 renovierte Edifisu MOPTC sehenswert, ein Verwaltungsgebäude des Verkehrsministeriums (portugiesisch Ministerio das Obras Públicas, Transportes a Comunicações), das 1936 im Stil des Neoklassizismus erbaut wurde und auch unter dem früheren Namen Escritório do Secretário-Adjunto do Administrador de Liquiçá bekannt ist. Den gleichen Baustil weist die ehemalige Residenz des Administrators des Distrikts Liquiçá mit ihrer repräsentativen Freitreppe auf. Vor dem Gebäude, auf der anderen Straßenseite, wurde eine kleine Parkanlage mit Pavillon geschaffen.
Am Ende der Rua Kofi Annan ist die in den 1920er Jahren erbaute ehemalige Städtische Grundschule Escola Municipal sehenswert. Das zweiflügelige, neoklassizistische Gebäude ist heute im Besitz des Bistums Maliana. Gegenüber erhebt sich die ursprünglich 1946 erbaute katholische Pfarrkirche São João de Brito mit ihrem weithin sichtbaren Glockenturm, die durch das Massaker 1999 traurige Berühmtheit erlangte. Ein weiteres sehenswertes Bauwerk aus der Kolonialzeit ist das ehemalige Hotel Tokodede, das zwischen 1930 und 1950 speziell zur Unterbringung durchreisender portugiesischer Beamter und Offiziere erbaut wurde. Von seiner Terrasse aus bietet sich ein eindrucksvoller Blick auf den von Kokospalmen bestandenen Strand.
Grundschulen gibt es in Leopa, Camalehohoru und Laclolema. Die Sekundarschulen Escola Secundaria São João de Brito und Escola Secundaria Liquica stehen in Leopa. In Dato liegen außerdem der Sitz des heutigen Gemeindeadministrators, die presbyterianische Kirche, eine Moschee und der am 23. Dezember 2018 eingeweihte chinesische Tempel von Liquiçá. Bereits in der portugiesischen Kolonialzeit gab es einen in der Stadt. Der Sitz der Gemeindeverwaltung befindet sich in Maumeta, das Krankenhaus im Suco Loidahar.

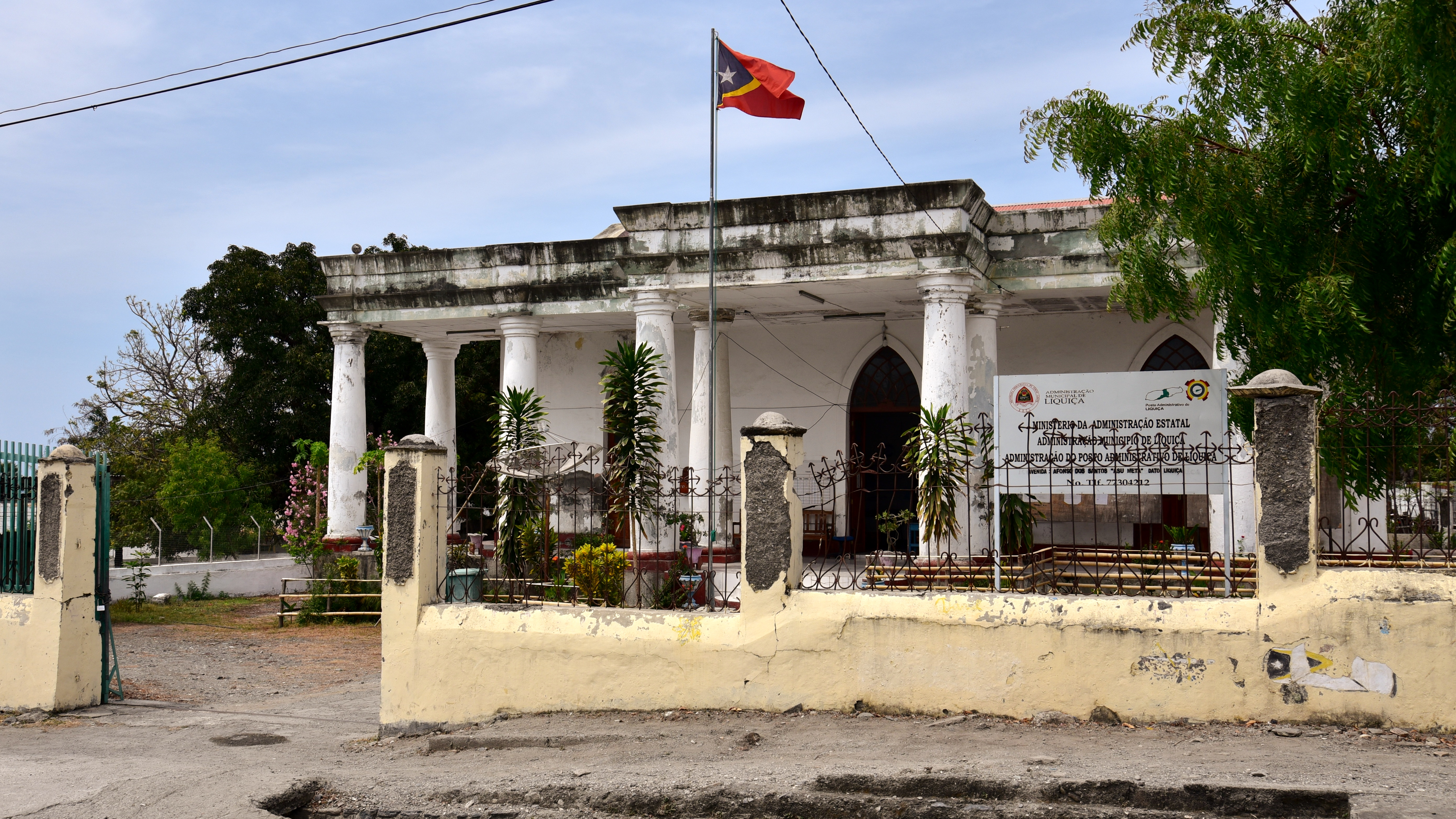
Sitz des Verwaltungsamtes Liquiçá
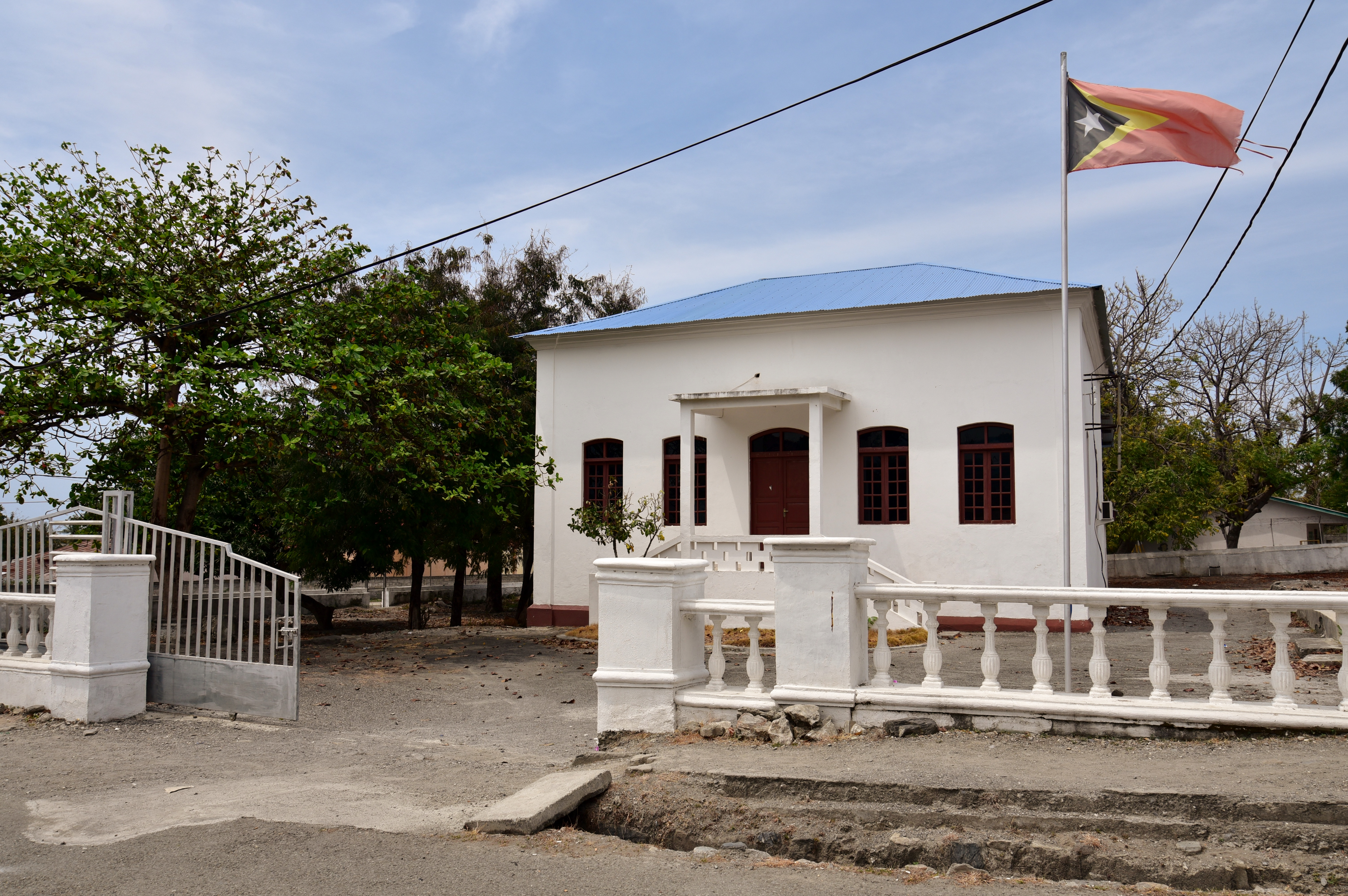
Büro des stellvertretenden Sekretärs des Administrators von Liquiçá (erb. 1936). Heute Verwaltungsgebäude des Verkehrsministeriums
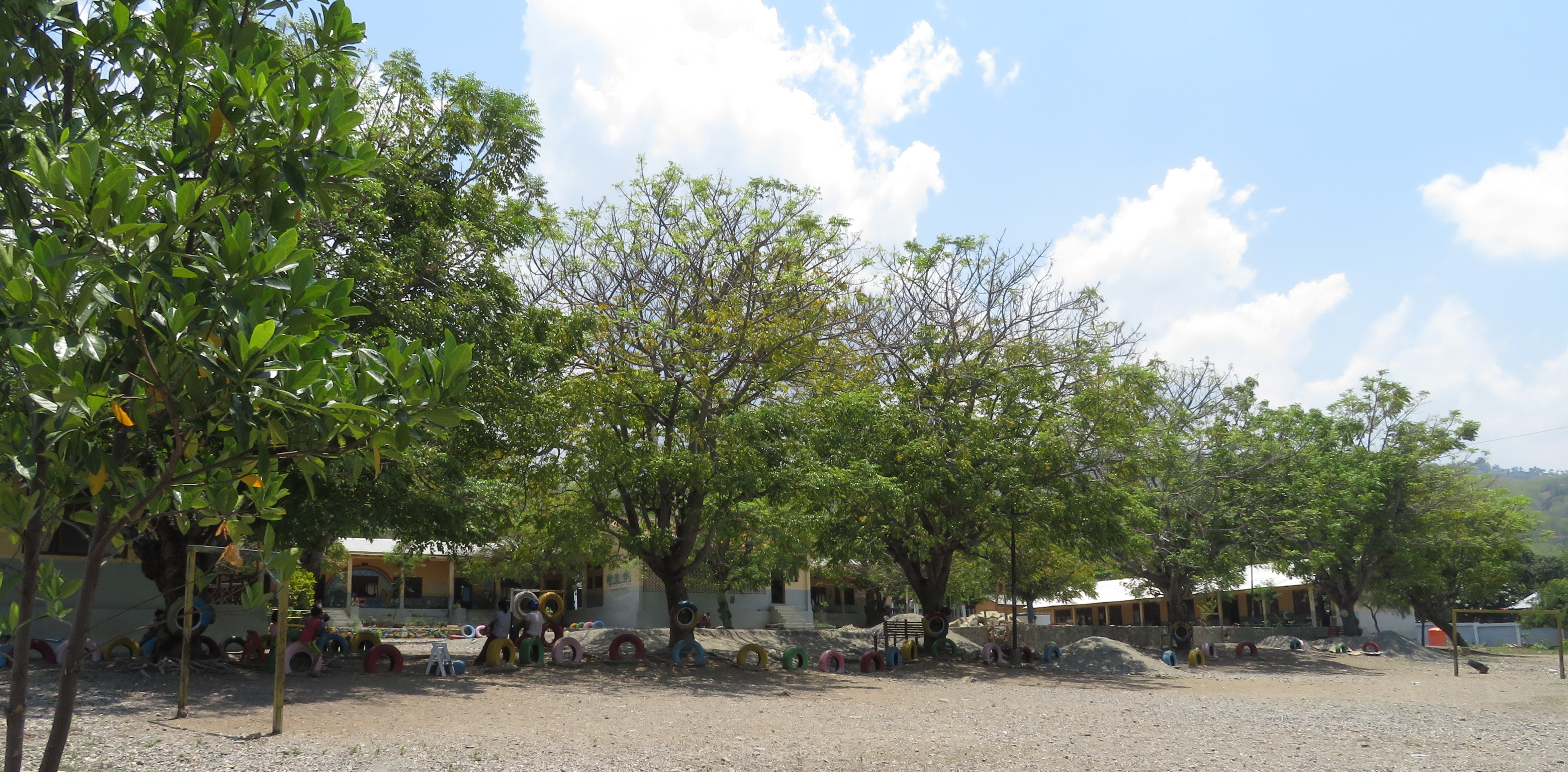
Grundschule Escola Primária
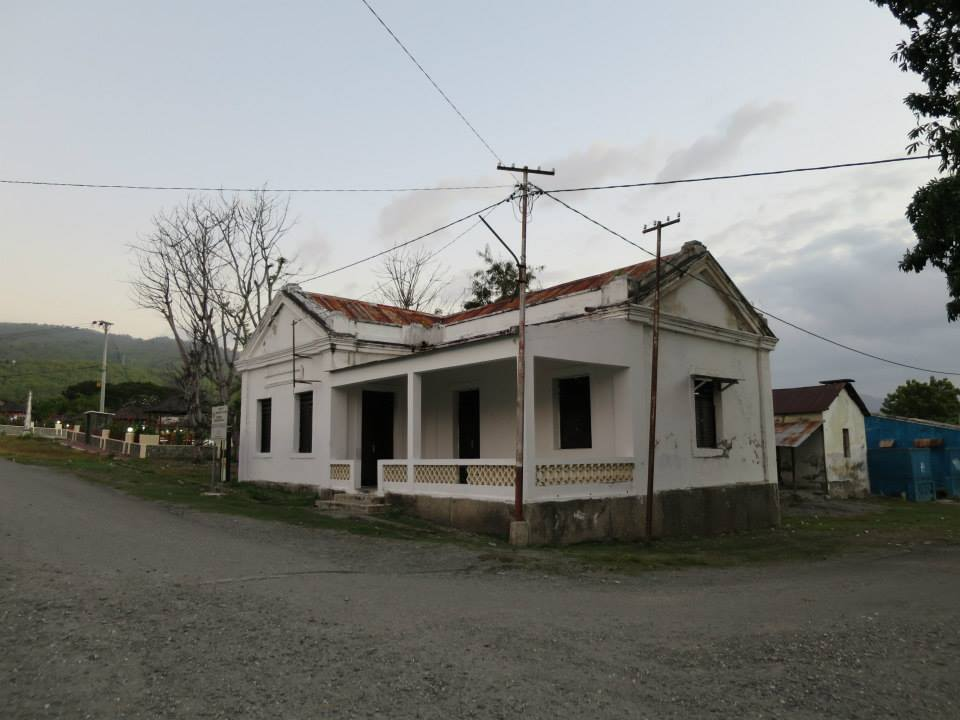
Ehemalige städtische Schule Escola Municipal
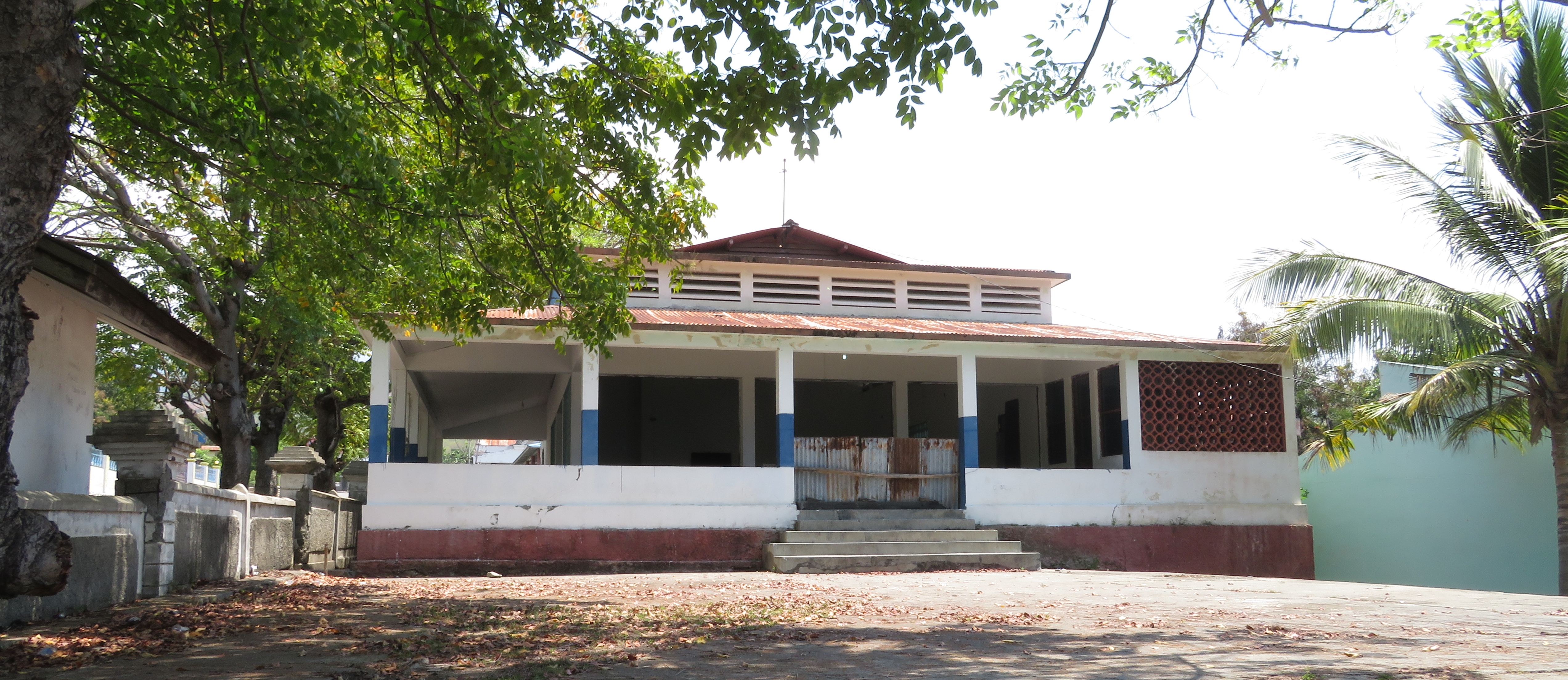
Ehemaliges Hotel Tokodede

## Politik

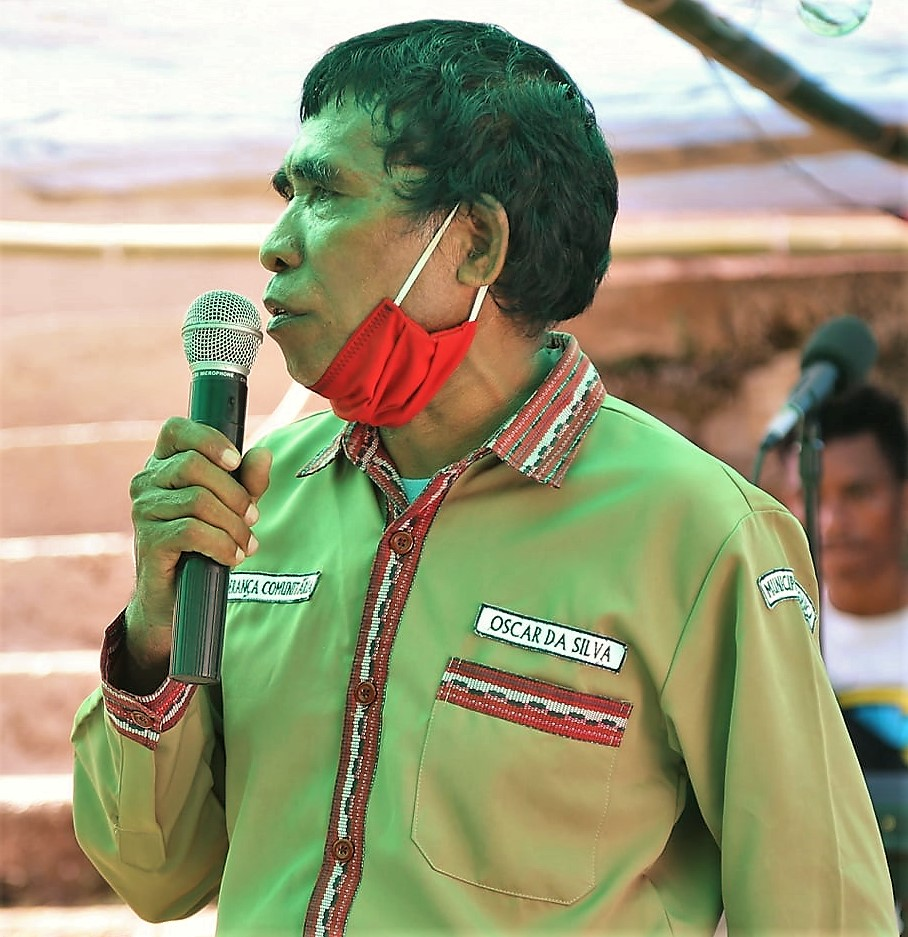
Oscar da Silva (2021)

Bei den Wahlen von 2004/2005 wurde Oscar da Silva zum Chefe de Suco gewählt und 2009, 2016 und 2023 in seinem Amt bestätigt.

## Wirtschaft
Einwohner von Dato nutzen das Meer zum Fischfang. Östlich von Liquiçá wird durch das Verdunsten von Meerwasser Salz gewonnen. Am Black Rock hat sich ein Hotel etabliert.

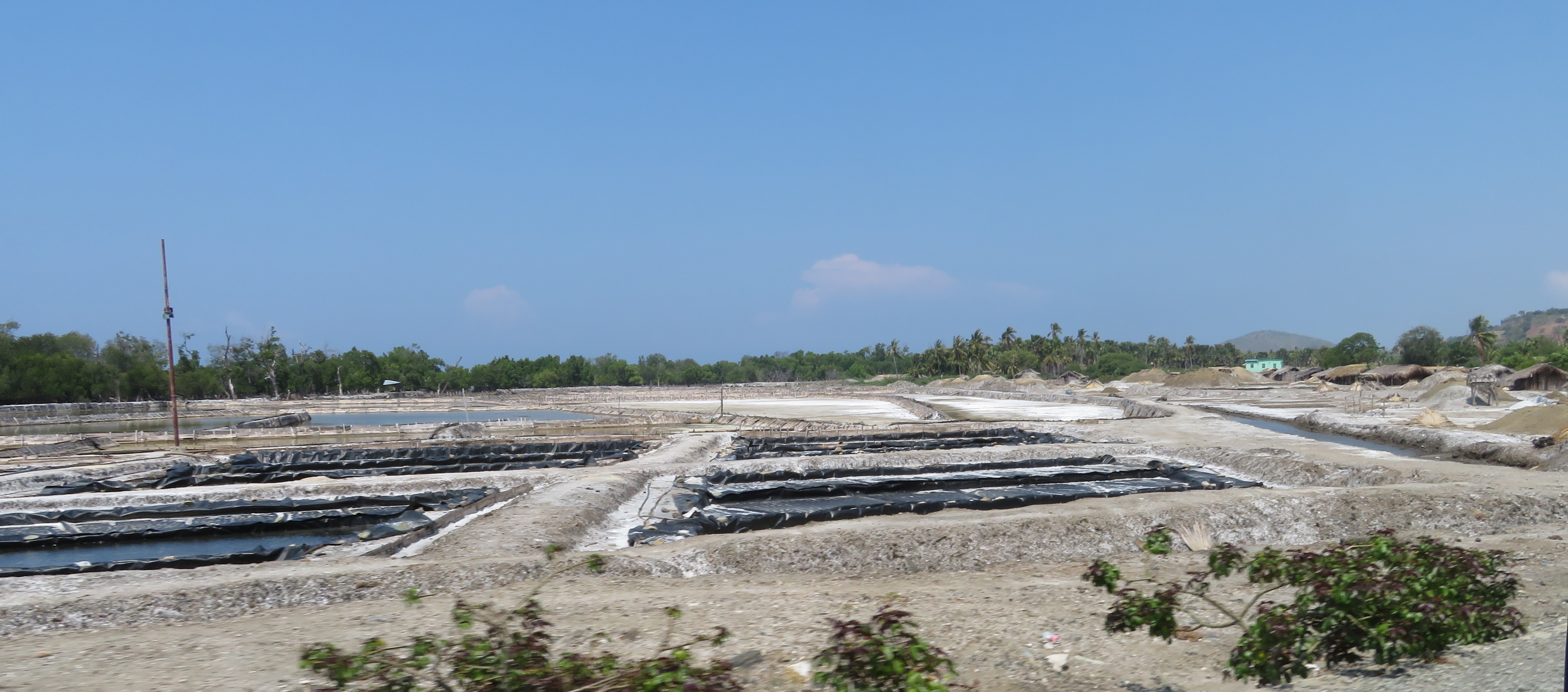
Salzgewinnung östlich von Liquiçá
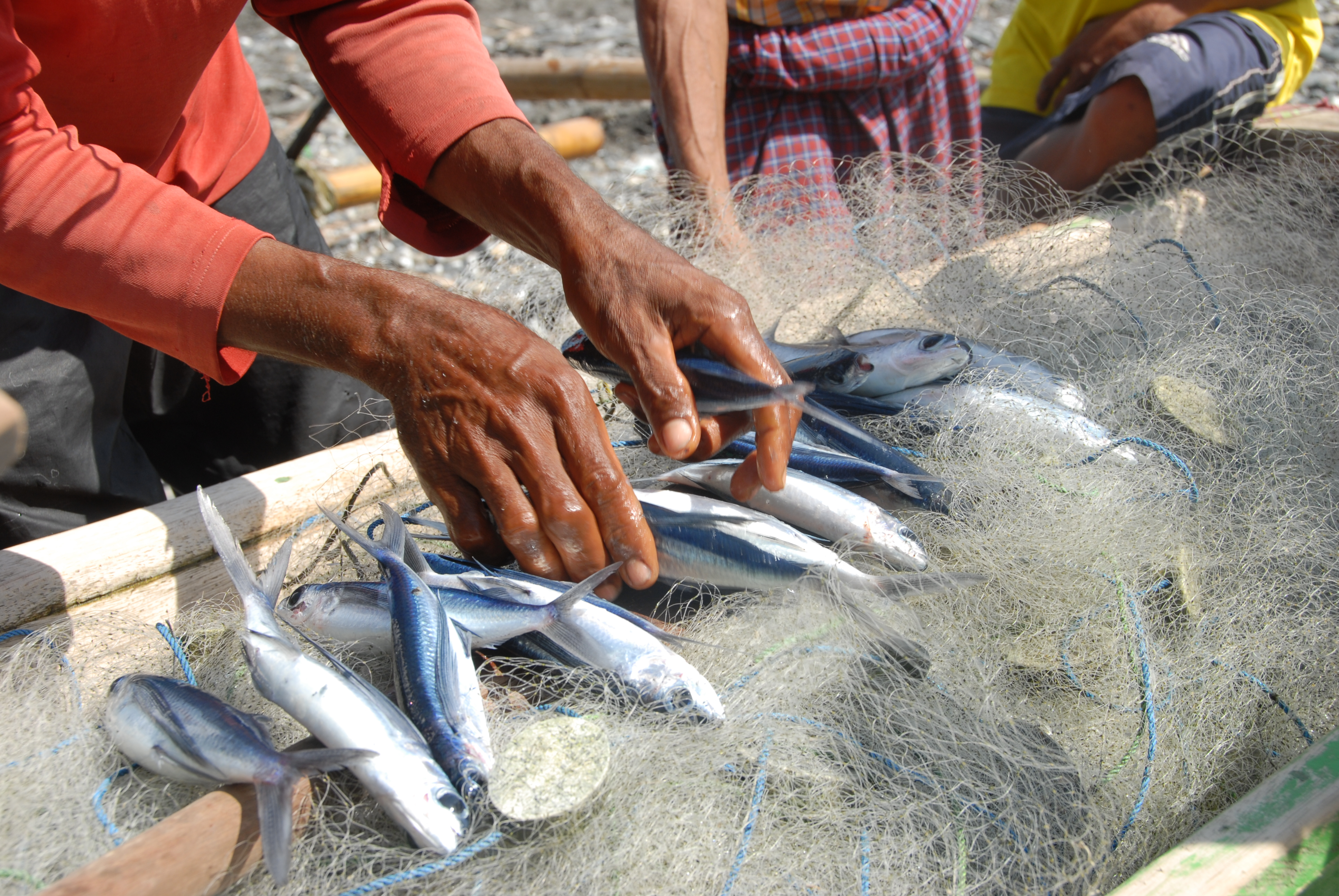
Gefangene Fische werden nach ihrer Größe sortiert
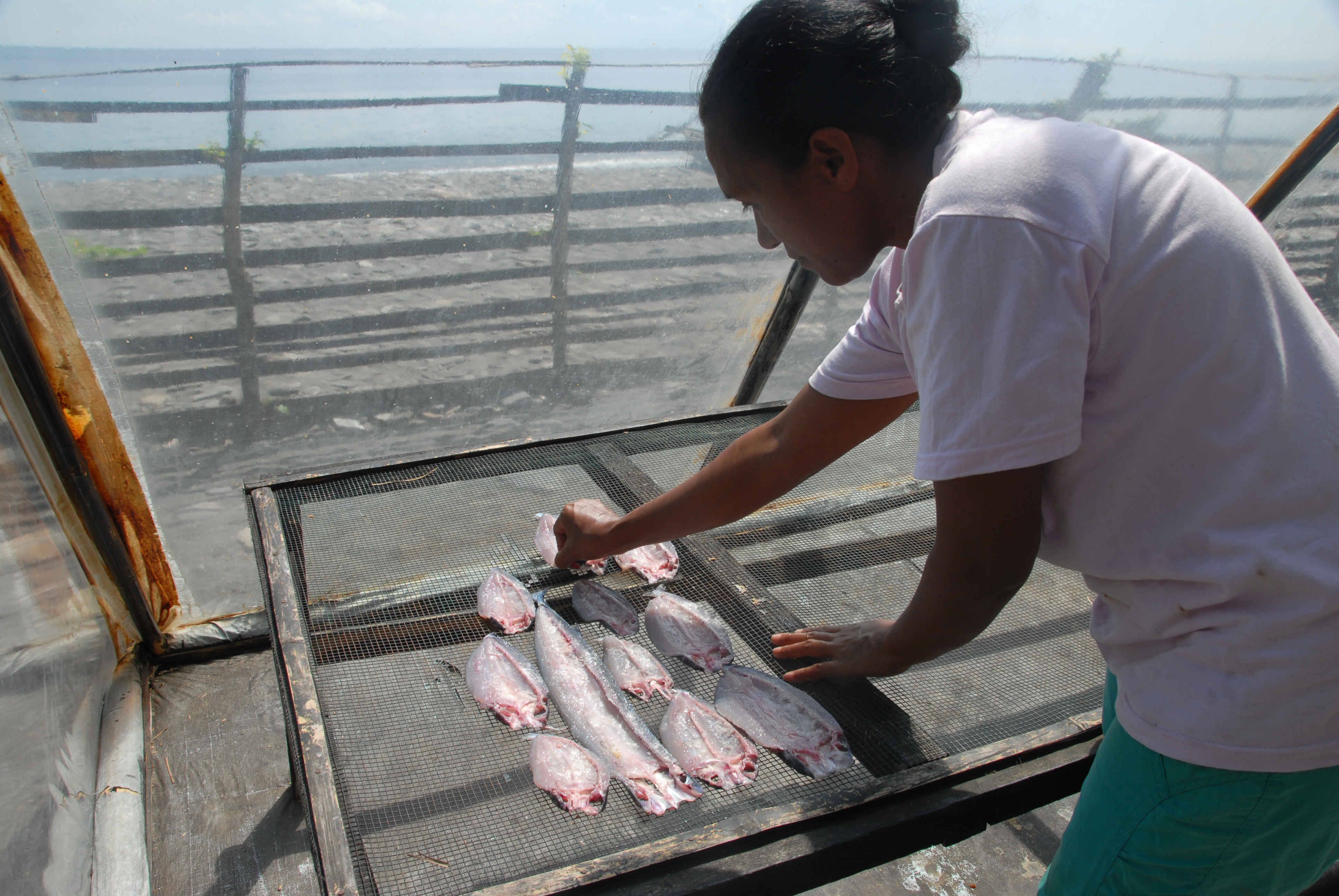
In der Sonne werden die Fische zum Trocknen ausgelegt
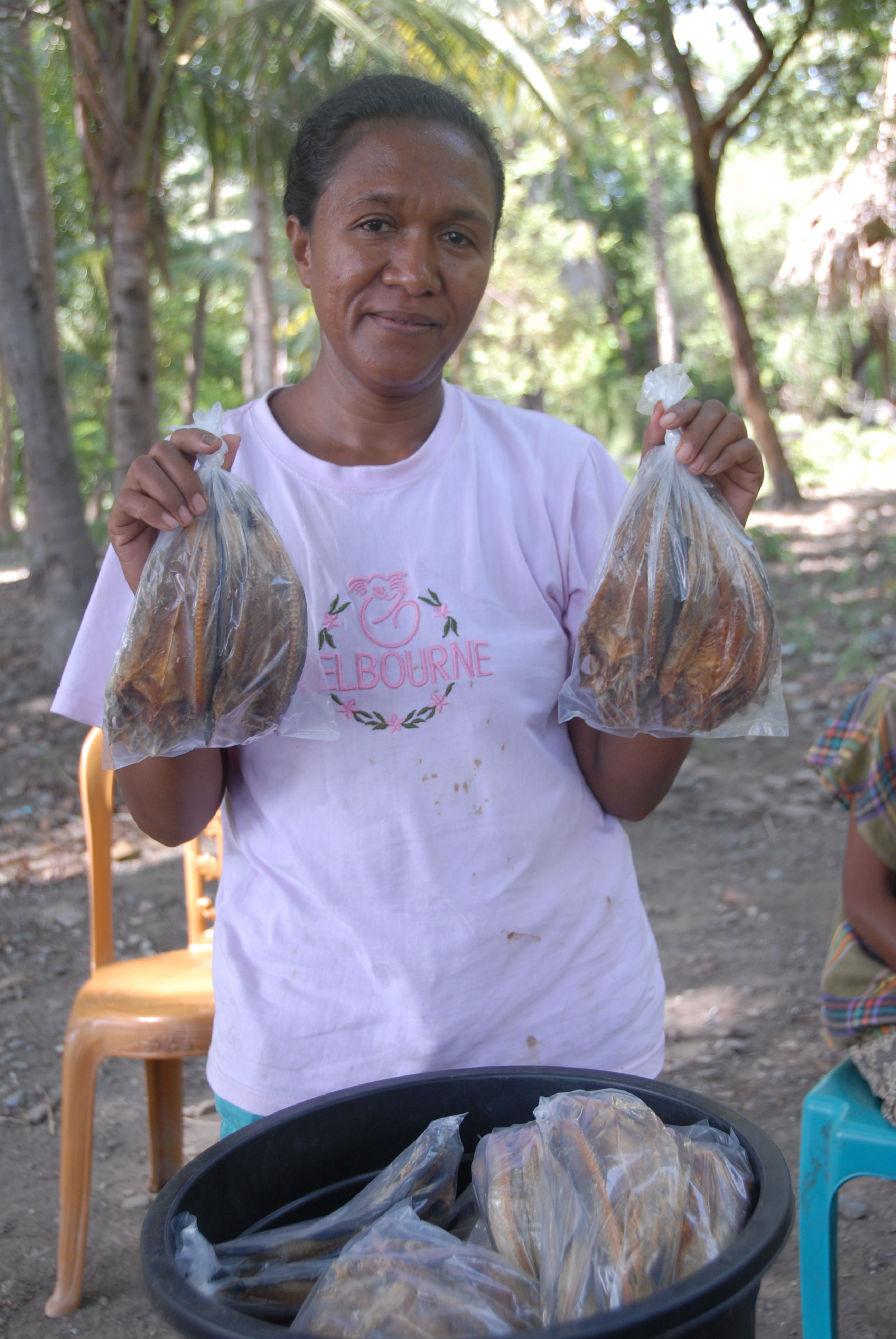
Abgepackter Trockenfisch
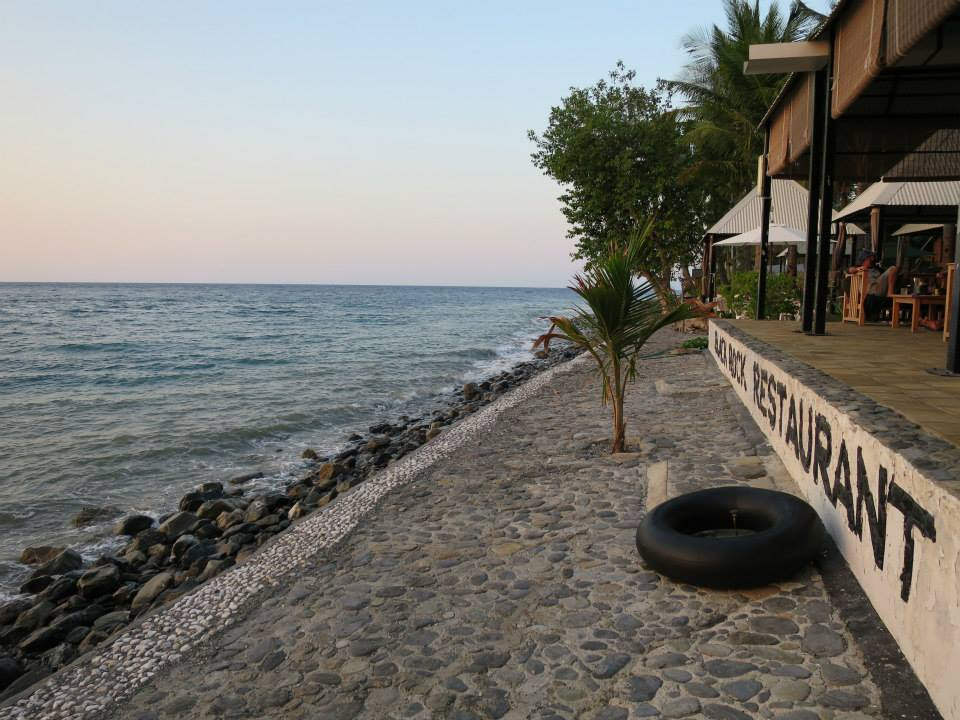
Black Rock Resort und Restaurant bei Leopa